# Hatim al-Ta'i
Ḥātim al-Ṭāʾī (in arabo حاتم بن عبد الله بن سعد الطائي‎?, Ḥātim b. ʿAbd Allāh b. Saʿd al-Ṭāʾī; ... – Ha'il, 578) è stato un poeta arabo della Jāhiliyya, noto per la sua grande generosità.

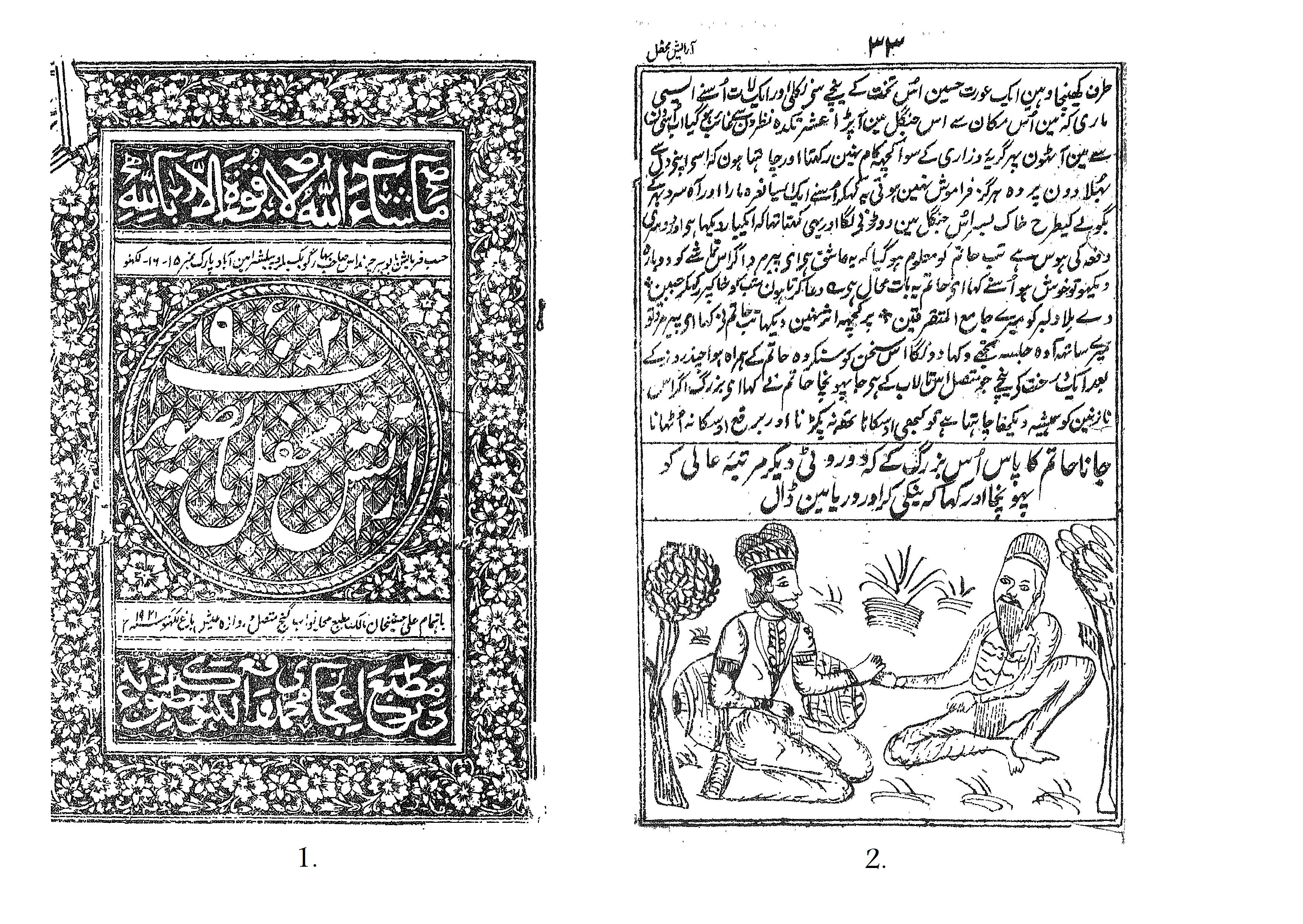
Il libro Urdu Araish-e Mehfil, che descrive le avventure di Hatim

Fu padre del noto Sahaba ʿAdī b. Ḥātim e di Safana bint Ḥātim. Era cristiano della tribù dei Banu Tayy. La sua straordinaria generosità e ospitalità (una delle virtù che costituivano la tanto apprezzata muruwwa) era talmente grande da tramutarsi in autentica prodigalità, sì da farla diventare proverbiale fino ai giorni d'oggi. È infatti normale dire nel mondo arabo la frase "essere più generoso di Ḥātim" (in arabo أكرم من حاتم‎?, akram min Ḥātim). Per queste virtù, viene ricordato anche nelle Mille e una notte.

## Biografia
Ḥātim al-Ṭāʾī visse a Ha'il (Penisola araba). Viene ricordato in alcuni ʾaḥādīth dal profeta islamico Maometto. Fu inumato a "Toran" (Ha'il) e la sua tomba è descritta nelle Mille e una notte.
Il celebre poeta persiano Saʿdī, nel suo Golestan (1259) scrive:
()
 Viene anche ricordato nel Bustan di Saʿdī (1257). Secondo la leggenda, raccolta in varie opere e storie, fu una personalità di spicco a Tāʾi (provincia di Hāʾil, nella zona centrale della Penisola araba. È anche una ben nota figura in tutto il Vicino e Medio Oriente, così come in India e in Pakistan.
Viaggiò in posti pericolosi e distanti per risolvere sette problemi, per motivi di giustizia e verità, a servizio del povero e del debole.
Numerosi libri in vari paesi e in diverse lingue lo hanno descritto e anche numerosi film e serie televisive hanno parlato delle sue mitiche avventure.
Il componimento Rawḍat al-Safāʾ ricorda che “nell'ottavo anno dopo la nascita dell'eccellente [nostro] Profeta, morirono Anoshirvān il Giusto e Ḥātim al-Ṭāʾī il Generoso, entrambi famosi per le loro virtù.” ca. nel 579. Secondo l'orientalista francese del XVII secolo, Barthélemy d'Herbelot, la sua tomba era visibile in un piccolo villaggio, chiamato Anwarz, in Arabia.

## Opere
Poemi:
- On Avarice by Hatem Taiy[8]

### Film
- Hatimtai (1990) - Un film in hindi di Bollywood con Jeetendra . video clip
- Hatamtai (1967) - Un film pakistano in Urdu con l'attore Mohammad Ali.
- Hatimtai (1956) - Un film in hindi interpretato da Jayraj e Shakila .
- Hatimtai (1933) - Un film in hindi di Bollywood con Pran .

### Serie televisive
- Dastaan-e Hatim Tai - Una serie indiana messa in onda su DD National.[9]
- Hatim - Una serie indiana sul canale Star Plus, andata in onda nel 2003-2004